# Бриссо, Жан-Клод
Жан-Клод Бриссо́ (фр. Jean-Claude Brisseau, 17 июля 1944, Париж, Франция — 11 мая 2019, там же) — французский кинорежиссёр и сценарист.

## Биография
Жан-Клод Бриссо родился в Париже. Преподавал французский язык в школе в неблагополучном районе на окраине города. Первый полнометражный фильм снял в 1975 году на камеру «Супер 8». Любительская картина понравилась режиссёру Эрику Ромеру, который помог начинающему коллеге сделать два проекта на телевидении. Затем Бриссо создал фильм «Жестокая игра» (1983), который удостоился похвал журнала Cahiers du cinéma, но провалился в прокате. Последовавшие за ним картины «Шум и ярость» (1988) и «Белая свадьба» (1989) оказались коммерчески успешными, что позволило режиссёру оставить работу в школе.
Бриссо — обладатель двух второстепенных наград Каннского фестиваля (фильмы участвовали в параллельных программах смотра). Картина режиссёра «Селин» была отобрана в основной конкурс 42-го Берлинского кинофестиваля. В 2012 году за фильм «Девушка из ниоткуда» получил «Золотого леопарда», главный приз кинофестиваля в Локарно. Профессор французского государственного института кинематографии (FEMIS).
Жан-Клод Бриссо умер 11 мая 2019 года после продолжительной болезни.

## Фильмография
- 1975 — Перекрёсток / La croisée des chemins
- 1978 — Жизнь, как она есть / La vie comme ça (ТВ)
- 1982 — Тень / Les ombres (ТВ)
- 1982 — Современные сказки / Les contes modernes: Au sujet de l’enfance (ТВ)[8]
- 1983 — Жестокая игра / Un jeu brutal
- 1988 — Шум и ярость / De bruit et de fureur
- 1989 — Белая свадьба / Noce blanche
- 1992 — Селин / Céline
- 1994 — Чёрный ангел / L’ange noir
- 2000 — Ангелы Фреда / Les savates du bon Dieu
- 2002 — Тайные страсти / Choses secrètes
- 2006 — Ангелы возмездия / Les anges exterminateurs
- 2008 — Интимные приключения / À l’aventure
- 2012 — Девушка из ниоткуда / La fille de nulle part